# Jerzy Sobkowski
Jerzy Wojciech Sobkowski (ur. 1929) – polski chemik, profesor nauk chemicznych, specjalizujący się w chemii fizycznej i elektrochemii.

## Życiorys naukowy
Studia chemiczne rozpoczął na Uniwersytecie Poznańskim w 1947 r., z najlepszym wynikiem egzaminu wstępnego (drugie miejsce zajął Włodzimierz Kołos). Na tej uczelni uzyskał tytuł magistra chemii (1951) i stopień doktora nauk chemicznych (1958), a później związał się z Wydziałem Chemii Uniwersytetu Warszawskiego. W roku 1973 otrzymał tytuł profesora nauk chemicznych. Przez wiele lat był kierownikiem Pracowni Radiochemii i Chemii Radiacyjnej UW. Prowadził wykłady z chemii jądrowej. Obecnie na emeryturze.
Autor i współautor ok. 80 publikacji naukowych w czasopismach indeksowanych przez JCR oraz podręczników akademickich z tematyki radiochemii i chemii jądrowej:
- Jerzy Sobkowski, Chemia jądrowa, Warszawa: Państwowe Wydawnictwo Naukowe, 1981, ISBN 83-01-02060-1. Brak numerów stron w książce
- Jerzy Sobkowski, Małgorzata Jelińska-Kazimierczuk, Chemia jądrowa, Warszawa: Wydawnictwo Adamantan, 2006, ISBN 83-7350-080-4. Brak numerów stron w książce
- Jerzy Sobkowski, Chemia radiacyjna i ochrona radiologiczna, Warszawa: Adamantan, 2009, ISBN 978-83-7350-135-5. Brak numerów stron w książce
- Jerzy Sobkowski (red.), Zastosowanie nuklidów promieniotwórczych w chemii (praca zbiorowa), Warszawa: Państwowe Wydawnictwo Naukowe, 1989, ISBN 83-01-08755-2. Brak numerów stron w książce

## Rodzina
Bratowa, Eugenia Sobkowska (1926–2017), była profesorem nauk rolniczych.